# Conflux

Il logo del set

Conflux è un set di espansione del gioco di carte collezionabili Magic: l'Adunanza. In vendita in tutto il mondo a partire dal 6 febbraio 2009, è il secondo set di tre del blocco di Alara, che comprende anche Frammenti di Alara e Rinascita di Alara.

## Ambientazione
Alara è divisa in cinque parti: i frammenti che vivono secondo le loro regole e i loro tre colori di mana. Essi sono Grixis, Naya, Bant, Esper e Jund. Ma nessuno sa che essi si stanno lentamente avvicinando. Questo avvenimento è chiamato congiunzione, e il caos è già cominciato:  Naya si è fuso da un lato con Bant e dall'altro con Jund. Bant si è invece scontrato con Naya ed Esper. Esper si è unito a Bant e Grixis che si è congiunto con Esper e Jund; quest'ultimo, infine, si è avvicinato tanto a Grixis quanto a Naya. Una creatura sapeva però cosa stava succedendo, ma è rimasta nascosta, aspettando l'ora giusta: il drago Nicol Bolas, un antico e potente viandante dimensionale, dopo la lacerazione riuscì a fuggire da Dominaria, perdendo però i forti poteri che possedeva. Ma ora sta approfittando di questo caos, anche se rimane sempre qualche ostacolo. Ajani ed Elspeth non permetteranno che l'abbia vinta, e vorranno difendere il loro frammento.

## Caratteristiche
Conflux è composta da 145 carte, stampate a bordo nero, così ripartite:
- per colore: 20 bianche, 19 blu, 18 nere, 20 rosse, 20 verdi, 36 multicolori, 7 incolori, 5 terre.
- per rarità: 60 comuni, 40 non comuni, 35 rare e 10 rare mitiche.

Il simbolo dell'espansione è uno scudetto/stemma diviso in cinque parti, e si presenta nei consueti tre colori a seconda della rarità: nero per le comuni, argento per le non comuni, e oro per le rare. Le rare mitiche, introdotte nella precedente espansione, presentano anche in questa il simbolo color bronzo.
Conflux è disponibile in bustine da 15 carte casuali e in 5 intro pack, che comprendono ciascuno una bustina da 15 carte casuali e un mazzo tematico precostituito da 41 carte:
- Bant on the March (verde/bianco/blu)
- Esper Air Assault (bianco/blu/nero)
- Grixis Shambling Army (blu/nero/rosso)
- Jund Appetite for War (nero/rosso/verde)
- Naya Domain (rosso/verde/bianco/nero/blu)

Conflux fu presentata in tutto il mondo durante i tornei di prerelease il 31 gennaio 2009, in quell'occasione venne distribuita una speciale carta olografica promozionale: il drago demone leggendario Malfegor, che presentava un'illustrazione alternativa rispetto alla carta che si poteva trovare nelle bustine.

### Ristampe
Nel set sono state ristampate le seguenti carte da espansioni precedenti:
- Calice del Mana (dall'espansione Congiunzione)
- Furia Maniacale (presente nei set Invasione, Esodo e Battle Royale)
- Controevocazione (presente in tutte le edizioni del set base fino all'Ottava Edizione compresa e nella Decima Edizione)
- Concilio Mondiale (dall'espansione Invasione)

## Novità
Conflux non presenta nuove abilità per le carte, ma ne riprende e sviluppa due vecchie: "ciclo" e "dominio", oltre a riprendere le tematiche del set precedente. Conflux introduce inoltre il Progenitus, una creatura leggendaria Avatar Idra che presenta la dicitura "protezione da tutto". È la prima volta che viene stampata una carta con una simile abilità, che in pratica impedisce al Progenitus di essere bloccato dalle creature dell'avversario e di essere bersagliato da qualsiasi magia o abilità delle carte, comprese quelle controllate da chi l'ha evocato, inoltre tutto il danno inflitto alla creatura da qualsiasi fonte viene prevenuto. Infine in questo set fa la sua comparsa un nuovo viandante dimensionale (nonché il primo viandante dimensionale appartenente a ben tre colori diversi).

### Nuove abilità

#### Cicloterra base
L'abilità Cicloterra base è una variante dell'abilità Ciclo introdotta nell'espansione Saga di Urza. Pagando un dato costo di attivazione, è possibile scartare la carta dalla propria mano e cercare una terra terra base nel proprio grimorio e aggiungerla alla mano, (a differenza della normale abilità Ciclo che prevede di pescare la prima carta del mazzo in modo casuale).

#### Dominio
Dominio non è il nome di un'abilità specifica, ma è un termine che indica che una carta tiene conto del numero di tipi di terra base controllati dal giocatore. I tipi di terra base sono: Pianura, Isola, Palude, Montagna e Foresta; questo significa che possono essere in gioco da zero a cinque tipi di terra base. Le carte con Dominio hanno un effetto potenziato quanti più tipi di terra base controlla chi ha lanciato la magia, ma l'effetto è differente per ogni carta.
Le prime carte con Dominio risalgono al set di Invasione, ma all'epoca questa parola chiave non era usata per identificarle. Le carte del blocco di Invasione di questo tipo che sono state ristampate dopo l'uscita di Conflux invece contengono questo termine.

### Nuovi viandanti

#### Nicol Bolas, Planeswalker
Nicol Bolas è con tutta probabilità l'essere vivente più antico e potente dell'intero multiverso. Appartenente alla stirpe degli antichi draghi, è sopravvissuto ad innumerevoli guerre e cataclismi fra cui la Lacerazione, l'evento che uccise centinaia di viandanti dimensionali mutando la natura stessa degli universi. Fuggito da Dominaria per scampare allo sterminio, Bolas è alla ricerca dei cinque frammenti di Alara, che gli permetterebbero di riguadagnare il potere di viandante mutaforma perduto in seguito alla Lacerazione. Il motivo per cui è in cerca dei frammenti, per la cui ricerca si serve di un gran numero di agenti e servitori (fra cui i planeswalker Tezzeret, Sarkhan Vol e, per breve tempo, Jace Beleren), è la convergenza dei frammenti stessi in un unico piano dimensionale, cosa che porterà allo scoppio di una guerra cosmica senza precedenti.